# Apocephalus parvus
Apocephalus parvus är en tvåvingeart som beskrevs av Ronald Henry Lambert Disney 2007. Apocephalus parvus ingår i släktet Apocephalus och familjen puckelflugor.
Artens utbredningsområde är Panama. Inga underarter finns listade i Catalogue of Life.